# Арона (Пенсилванија)
Арона (енгл. Arona) град је у америчкој савезној држави Пенсилванија.

## Демографија
По попису из 2010. године број становника је 370, што је 37 (-9,1%) становника мање него 2000. године.
| Група             | 2000.       | 2010.        |
| Белци             | 400 (98,3%) | 370 (100,0%) |
| Афроамериканци    | 0 (0,0%)    | 0 (0,0%)     |
| Азијати           | 0 (0,0%)    | 0 (0,0%)     |
| Хиспаноамериканци | 1 (0,2%)    | 0 (0,0%)     |
| Укупно            | 407         | 370          |